# Electronic Journal of Biotechnology
Electronic Journal of Biotechnology (Revista Electrónica de Biotecnología) es una revista científica, revisada por pares, de acceso abierto y de publicación bimestral. 
Es  editada por la Pontificia Universidad Católica de Valparaíso desde 1997 como un proyecto conjunto entre la universidad y la Comisión Nacional de Investigación Científica y Tecnológica de Chile.
Actualmente solo se edita en idioma inglés artículos de revisión y artículos de investigación relacionados con todas las áreas de la Biotecnología, desde la biología molecular y la química de los procesos biológicos, hasta aspectos ambientales e industriales, así como aplicaciones computacionales y políticas de cooperación internacional. 
Los artículos relacionados con la investigación multidisciplinaria son especialmente bienvenidos.

## Historia
Nació en 1997 bajo el nombre de EJB Electronic Journal of Biotechnology, como un proyecto conjunto entre la Pontificia Universidad Católica de Valparaíso y la Comisión Nacional de Investigación Científica y Tecnológica de Chile (CONICYT). Su primer número fue publicado el 15 de abril de 1998 con 5 artículos de invitación y una editorial de bienvenida. Fue la primera publicación científica en el área de la biotecnología 100% en formato electrónico.[cita requerida]
En 2000 cambió su nombre por Electronic Journal of Biotechnology, el cual se conserva hasta su actualidad, en el año 2001 la revista fue indexada en el ISI Web of Science y Elsevier Scopus.
En el año 1998 pertenece a la colección Scielo.cl.
En la actualidad posee una frecuencia de publicación bimensual.